# 17e eeuw v.Chr.
De 17e eeuw v.Chr. (van de christelijke jaartelling) is de 17e periode van 100 jaar, dus bestaande uit de jaren 1700 tot en met 1601 v.Chr. De 17e eeuw v.Chr. behoort tot het 2e millennium v.Chr.
Opmerking: Omdat in deze tijd de dateringen meestal niet veel nauwkeuriger zijn dan plusminus enkele tientallen jaren, worden in deze tijd de gebeurtenissen per eeuw weergegeven.

## Gebeurtenissen

### Egypte
Tweede tussenperiode
- ca. 1700 v.Chr. - De Hyksos, een volk uit voor-Azië, heersen over Egypte tot ± 1540 v.Chr. Ze introduceren een nieuwe manier van oorlog voeren, namelijk met paard en strijdwagen. Ook in Mesopotamië wordt van deze nieuwe techniek gebruikgemaakt.
- ca. 1650 v.Chr. - De 15e Dynastie van de Hyksos regeert vanuit de stad Avaris in de Nijl-Delta.
- ca. 1620 - In Opper-Egypte vindt het huwelijk plaats tussen prins Ta'a I (Senachtenre) en een zekere Tetisheri. De Prins van Thebe moet de heerschappij van de machtige Hyksos-koning in Avaris erkennen.

### Kreta
- ca. 1700 v.Chr. - Op Kreta worden de Minoïsche paleizen van o.a. Knossos en Phaistos door een hevige aardbeving verwoest. Een nieuwe generatie paleizen ziet het daglicht, Knossos wordt hersteld en is het meest bekende. Het centrale bestuur wordt hier gevestigd.
- ca. 1630 v.Chr. - Op het Griekse eiland Thera, in de oostelijke Middellandse Zee, vindt de Minoïsche uitbarsting plaats, mogelijk de grootste vulkaanuitbarsting uit de geschiedenis van de mens. Thera (Santorini) wordt volledig opgeblazen en laat een gapend gat achter. De tsunami van 28 meter hoog die daardoor ontstaat, overspoelt de kust van het 140 kilometer zuidelijker gelegen Kreta, gevolgd door een giftige gaswolk en een asregen. De Minoïsche beschaving raakt ondergeschikt aan de Myceense en verdwijnt binnen enkele eeuwen.

### Griekenland
- ca. 1650 v.Chr. - Ontstaan van de steden in het zuiden van Griekenland: het begin van de Myceense cultuur.
- Mycene begint handel te drijven met de zuidelijke streken van Italië.

### Klein-Azië
- ca. 1700 v.Chr. - Rond deze periode sticht Labarnas I het eerste Hettietenrijk, dat in de 16e eeuw v.Chr. zijn hoogtepunt beleeft. De koning is tevens opperrechter, opperpriester en opperbevelhebber. De koningin (Tawannanna) heeft grote invloed, alsook de adel.

Oude Hettitische Rijk 1680 - 1500 v.Chr.
- 1680 - 1650 v.Chr. Labarnas I
- 1650 - 1620 v.Chr. Labarnas II
- 1620 - 1590 v.Chr. Mursili I

### Mesopotamië
- ca. 1700 v.Chr. - Koning Hammurabi overlijdt (ca. 65 jaar oud), hij wordt opgevolgd door Samsu-IIuna. Assyrië en Sumer komen in opstand.
- ca. 1680 v.Chr. - Noord-Mesopotamië wordt overrompeld door de Hurrieten. Deze volksstam afkomstig uit Armenië, vestigt zich aan de bovenloop van de Eufraat en de Tigris.
- 1648 v.Chr. - Ammisaduqa wordt koning van Babylonië. Het Venustablet van Ammisaduqa wordt samengesteld.

### Azië
Tussen 1700 en 1200 v.Chr. verspreidden de huiskamelen zich vanuit Iran over Zuid-Rusland, Noord-Kazachstan en Oekraïne. Pas in de 3e eeuw v.Chr. bereikten ze China.

### India
- ca. 1700 - 1300 v.Chr. Laat Harappan 5 periode in de Indusbeschaving.

<< · 20e · 19e · 18e · 17e · 16e · 15e · 14e · 13e · 12e · 11e · >>